# 布尔索讷
布尔索讷（法語：Boursonne，法語發音：[buʁsɔn]）是法国瓦兹省的一个市镇，属于桑利斯区。

## 地理
布尔索讷（49°12'9"N, 3°2'43"E）面积3.44 平方千米，位于法国上法蘭西大區瓦兹省，该省份为法国北部内陆省份，北起索姆省，西接厄尔省和滨海塞纳省，南至塞纳-马恩省和瓦兹河谷省，东临埃纳省。
与布尔索讷接壤的市镇（或旧市镇、城区）包括：夸约勒、维莱科特雷、瓦卢瓦地区欧特伊、伊沃尔。

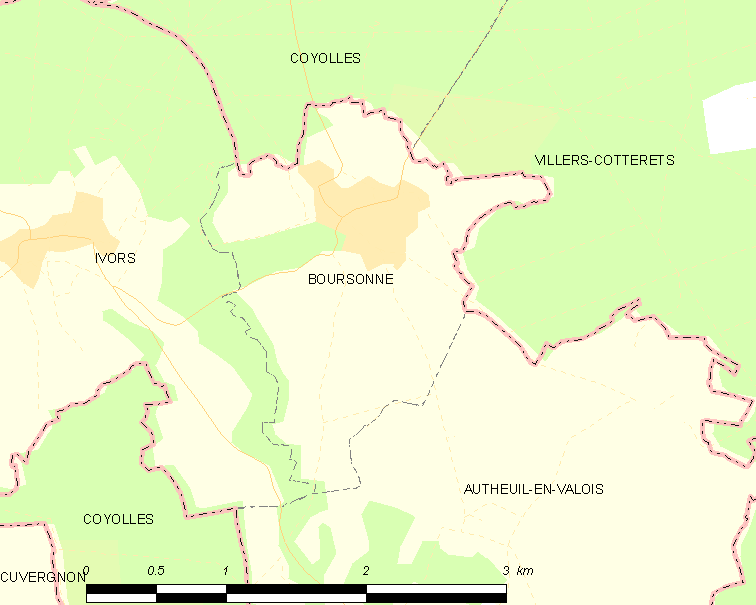
布尔索讷的OSM定位图

布尔索讷的时区为UTC+01:00、UTC+02:00（夏令时）。

## 行政
布尔索讷的邮政编码为60141，INSEE市镇编码为60094。

## 政治
布尔索讷所属的省级选区为楠特伊勒欧杜安县。

## 人口

1962-2008年间布尔索讷人口变化图示

布尔索讷于2022年1月1日时的人口数量为306人。